# Laia Pellejà i Puxeu
Laia Pellejà i Puxeu (Tarragona, 1979) és una científica catalana, doctora en Nanociència i Nanotecnologia. Des de març de 2024 és directora dels Centres de Recerca de Catalunya.

## Trajectòria
Nascuda a Tarragona l’any 1979, es va llicenciar en Química per la Universitat Rovira i Virgili, on també faria un màster i un doctorat et Nanociència i Nanotecnologia. Posteriorment va completar els seus estudis amb un màster en Direcció Pública per l'Escola d’Administració Pública de Catalunya (EAPC) i la Universitat Oberta de Catalunya (UOC).
La seva trajectòria professional s'ha desenvolupat principalment en diversos llocs de responsabilitat a l'Institut Català d’Investigació Química (ICIQ-CERCA), on va començar a treballar com a investigadora el 2005, i posteriorment va anar assumint diverses responsabilitats, fins que fou nomenada gerent l’any 2020.
El febrer de 2024 fou nomenada directora d’iCERCA, en substitució de Lluís Rovira i Pato. També és membre del Consell Assessor de Continguts i de Programes de la Corporació Catalana de Mitjans Audiovisuals, i de l'actual (2024) junta de la Societat Catalana de Química. Com a científica, és coautora d'una patent i de diversos articles publicats en revistes internacionals.